# Pycreus bipartitus
Pycreus bipartitus är en halvgräsart som först beskrevs av John Torrey, och fick sitt nu gällande namn av Charles Baron Clarke. Pycreus bipartitus ingår i släktet Pycreus och familjen halvgräs. Inga underarter finns listade i Catalogue of Life.